# HD 183263
HD 183263 ist ein 172,89 Lichtjahre von der Erde
entfernter gelber Unterriese
mit einer Rektaszension von 19h 28m 24s und einer Deklination 
von +08° 21' 28". Er besitzt eine scheinbare Helligkeit 
von 7,86 mag.
Im Jahre 2004 entdeckte Geoffrey Marcy einen extrasolaren Planeten, der diesen Stern umkreist. 
Dieser trägt den Namen HD 183263 b.